# Waalse Pijl 1982
De 46e editie van de Waalse Pijl (ook wel bekend als La Flèche Wallonne) werd gehouden op donderdag 15 april 1982. Het parcours had een lengte van 251 kilometer. De start lag in Charleroi en de finish was in Spa. Vanaf de volgende editie in 1983 werd Hoei de nieuwe finishplaats. Van de 186 gestarte renners bereikten 60 coureurs de eindstreep.

## Verloop
De Italiaan Mario Beccia en de Noor Jostein Wilmann kwamen in de laatste 35 kilometer samen aan kop. Ze werden achtervolgd door de drie Nederlanders Hennie Kuiper, Hans Langerijs en Ad Wijnands en de Belg Paul Haghedooren, een ploeggenoot van Wilmann. Dit kwartet naderde de twee koplopers. 
De zes kwamen op zeven kilometer voor de eindstreep bij elkaar uit, omdat ze gezamenlijk moesten wachten voor een gesloten spoorwegovergang. 
Beccia en Wilmann, die tien seconden voorsprong hadden, mochten eerder vertrekken en het duo hield de kleine tijdmarge vast. Beccia klopte zijn Noorse medevluchter in de sprint.

## Uitslag
| Waalse Pijl 1982 |                  |                             |          |
| Plaats           | Naam             | Ploeg                       | Tijd     |
| Winnaar          | Mario Beccia     | Hoonved-Bottecchia          | 6u42'00" |
| 2                | Jostein Wilmann  | Capri Sonne                 | + 1"     |
| 3                | Paul Haghedooren | Capri Sonne                 | + 14"    |
| 4                | Ad Wijnands      | TI-Raleigh-Campagnolo       | z.t.     |
| 5                | Hennie Kuiper    | DAF Trucks-Teve Blad-Rossin | z.t.     |
| 6                | Hans Langerijs   | B&S-Elro Snacks-Concorde    | + 20"    |
| 7                | Giuseppe Saronni | Del Tongo-Colnago           | + 27"    |
| 8                | Sean Kelly       | Sem-France Loire-Campagnolo | z.t.     |
| 9                | Phil Anderson    | Peugeot-Shell-Michelin      | z.t.     |
| 10               | Fons De Wolf     | Vermeer Thijs-Gios          | z.t.     |

1936 · 1937 · 1938 · 1939 · 1940 · 1941 · 1942 · 1943 · 1944 · 1945 · 1946 · 1947 · 1948 · 1949 · 1950 · 1951 · 1952 · 1953 · 1954 · 1955 · 1956 · 1957 · 1958 · 1959 · 1960 · 1961 · 1962 · 1963 · 1964 · 1965 · 1966 · 1967 · 1968 · 1969 · 1970 · 1971 · 1972 · 1973 · 1974 · 1975 · 1976 · 1977 · 1978 · 1979 · 1980 · 1981 · 1982 · 1983 · 1984 · 1985 · 1986 · 1987 · 1988 · 1989 · 1990 · 1991 · 1992 · 1993 · 1994 · 1995 · 1996 · 1997 · 1998 · 1999 · 2000 · 2001 · 2002 · 2003 · 2004 · 2005 · 2006 · 2007 · 2008 · 2009 · 2010 · 2011 · 2012 · 2013 · 2014 · 2015 · 2016 · 2017 · 2018 · 2019 · 2020 · 2021 · 2022 · 2023 · 2024 · 2025 · 2026
Lijst van beklimmingen